# 明治プロビオヨーグルトR-1
明治プロビオヨーグルトR-1（めいじプロビオヨーグルトアールワン）は、明治（旧：明治乳業）から発売されている、OLL1073R-1乳酸菌を使用したヨーグルト。2015年3月まで明治ヨーグルトR-1の名称だった。

## 概要
「R-1」の名称は、使用されるOLL1073R-1乳酸菌に由来する。これはLactobacillus delbrueckii bulgaricusの一種で、「EPS」（Exopolysaccharide、菌体外に産生する多糖体）を多く産生する特性があり、EPSには免疫賦活作用があるとされる。この免疫賦活作用により、免疫力が高まり風邪をひきにくくなること、インフルエンザウイルスに対して感染防御効果をもつことが報告されている。また、OLL1073R-1によって発酵した脱脂粉乳（スキムミルク）には動物実験で関節炎予防効果が報告されており、リウマチモデルにおける過剰なインターロイキン-6（IL-6）、腫瘍壊死因子-α (TNF-α)、インターフェロン-γ (IFN-γ) の産生を抑制することが示されている。

## 沿革
- 2009年
  - 12月1日 - 「明治ヨーグルトR-1」の発売開始。当初は販売エリアを限定して発売しており、ドリンクタイプは北海道地区、首都圏地区の一部（群馬県・栃木県）、信越地区（長野県・新潟県）、東海地区、北陸地区、近畿地区、中国地区、四国地区にて、ソフトタイプは東北地区にて販売。首都圏地区の一部（群馬県・栃木県を除く）と九州地区は当時両タイプとも未発売であった。
- 2010年
  - 1月19日 - 安定供給できる目処が立ったため、ドリンクタイプは残りの未発売エリア（東北地区、首都圏地区の一部（群馬県・栃木県を除く）、九州地区）にも拡大し、全国発売に。ソフトタイプは首都圏地区、信越地区へ拡大し発売開始。これにより、北海道を除く東日本地区は両タイプが出揃う体制になる。
  - 3月30日 - ソフトタイプの販売エリアを全国に拡大。両タイプとも全国発売となった。
- 2011年
  - 8月9日 - 有田共立病院院長がナチュラルキラー細胞（NK細胞）を活性化させる1073R-1乳酸菌の可能性に関する調査報告書を発表。
  - 10月 - 初のリニューアルを行う。パッケージデザインの変更を行うとともに、ハードタイプは食感を、ドリンクタイプは酸味を抑え、味わいを改良した。
- 2012年
  - 1月10日 - ハードタイプにブルーベリー果肉を加え、脂肪分ゼロとした「ブルーベリー脂肪0」を追加発売。
  - 1月23日 - NHK総合テレビ『あさイチ』にて『すごいぞ! ヨーグルトの力』で放送される。
  - 1月27日 - フジテレビ『情報プレゼンター とくダネ!』（上記『あさイチ』の裏番組）で報道された途端、品薄状態となる。
  - 1月30日 - 販売元の明治が品薄状態にあると公式発表した。
- 2014年
  - 7月8日 - ドリンクタイプに比べ、糖類を44%カット・エネルギーを33%カットした「ドリンクタイプ 低糖・低カロリー」を発売。
  - 7月22日 - ハードタイプに「低脂肪」を追加発売。
- 2015年
  - 3月下旬 - ブランド名を「明治プロビオヨーグルトR-1」に改名し、「明治プロビオヨーグルトLG21」と同じ「明治プロビオヨーグルト」のシリーズに編入される[10]。
  - 10月6日 - ドリンクタイプにアセロラ果汁とブルーベリー果汁を加えたブランド初のフルーツフレーバー「ドリンクタイプ アセロラ&ブルーベリー」を発売。同時に、ハードタイプの「ブルーベリー脂肪0」をリニューアルし、他のハードタイプ製品と同じ容器形状に統一された。
  - 11月10日 - ハードタイプに、ブランド初の砂糖不使用タイプ「砂糖0」を追加発売。
- 2016年
  - 10月4日 - ドリンクタイプのフルーツフレーバー第2弾として、グレープフルーツ果汁・オレンジ果汁・レモン果汁を加えた「ドリンクタイプ グレープフルーツミックス」を発売。これにより、ドリンクタイプもハードタイプと同じ4種展開となる。
- 2022年
  - 7月28日 - 特許庁から文字商標の登録が認められたことを同年11月9日に発表した[11]。

## 令和元年とR-1
2019年（平成31年）4月1日に新元号「令和」が発表された際、令和元年の略式表記「R1」に通じるとしてインターネット上で話題になった。同年4月29日には「平成最後の昭和の日に大正駅にて明治の本商品を飲む」という行為を行い、ツイッターなどに投稿する者もいた。
同年4月30日から令和元年5月1日にかけて「元号またぎCM」がテレビ放送されたほか、同日から「祝・令和元年」の一文を加えたパッケージ「令和 お祝いボトル」（ドリンクタイプ）が数量限定で発売された。